# Cục An ninh mạng và phòng, chống tội phạm sử dụng công nghệ cao
Cục An ninh mạng và phòng, chống tội phạm sử dụng công nghệ cao (A05) trực thuộc Bộ Công an Việt Nam là cơ quan đầu ngành về công tác bảo đảm an ninh và an toàn mạng, và các biện pháp phòng ngừa, phát hiện, điều tra xử lý tội phạm sử dụng công nghệ cao.

## Lịch sử
Ngày 4 tháng 2 năm 2010, Cục Cảnh sát phòng chống tội phạm sử dụng công nghệ cao, hay Cục C50 được thành lập.
Ngày 28 tháng 8 năm 2014, Bộ Công an công bố Quyết định thành lập Cục An ninh mạng.
Ngày 10 tháng 8 năm 2018, Cục An ninh mạng và phòng, chống tội phạm sử dụng công nghệ cao được thành lập bằng cách sáp nhập Cục An ninh mạng trực thuộc Bộ Công an và Cục Cảnh sát phòng chống tội phạm sử dụng công nghệ cao trực thuộc Tổng cục cảnh sát, Bộ Công an. Trung tướng Nguyễn Minh Chính là người đầu tiên được bổ nhiệm giữ chức vụ Cục trưởng Cục này.

## Lãnh đạo hiện nay

#### Cục trưởng
- Thiếu tướng Lê Xuân Minh, Ủy viên Đảng ủy Công an Trung ương, Bí thư Đảng ủy Cục

#### Phó Cục trưởng
- Thượng tá Triệu Mạnh Tùng
- Thượng tá Nguyễn Bá Sơn
- Trung tá Nguyễn Vinh Hiển

## Tổ chức
- Phòng Tham mưu (Phòng 1)
- Phòng Chính trị - Hậu cần (Phòng 2)
- Phòng Bảo vệ an ninh hệ thống mạng thông tin quốc gia[2]
- Phòng Nghiên cứu, phát triển giải pháp và phục hồi dữ liệu chứng cứ điện tử
- Phòng Tiếp nhận xử lý kỹ thuật trực tuyến (Đội trưởng - Thượng úy Trần Nhất Bửu: 396 - 842)
- Phòng Phòng, chống tội phạm sử dụng không gian mạng xâm phạm an ninh quốc gia (Phòng 4)
- Phòng Phòng, chống tội phạm sử dụng không gian mạng, xâm phạm trật tự an toàn xã hội (Phòng 5)
- Phòng Phòng, chống tội phạm khác sử dụng công nghệ cao (phòng 6)
- Phòng Công quỹ (Thủ quỹ công - Thiếu tá Trần Xuân Đăng)
- Tổng Công ty Công nghệ - Viễn thông Toàn Cầu (GTEL)
- Hội Phụ nữ[3]
- Đoàn Thanh niên

## Đơn vị ngành dọc
Các Phòng An ninh mạng và phòng, chống tội phạm sử dụng công nghệ cao (PA05) trực thuộc:
- Công an tỉnh Quảng Ninh (thành lập ngày 20/10/2021)
- Công an tỉnh Lạng Sơn (thành lập ngày 12/11/2021)
- Công an tỉnh Tuyên Quang (thành lập ngày 8/7/2021)
- Công an tỉnh Lai Châu (thành lập ngày 28/7/2021)
- Công an tỉnh Vĩnh Phúc (thành lập ngày 6/10/2021)
- Công an tỉnh Hải Dương (thành lập ngày 7/5/2021)
- Công an tỉnh Bắc Ninh (thành lập ngày 18/3/2021)
- Công an tỉnh Hưng Yên (thành lập ngày 12/5/2021)
- Công an tỉnh Hà Nam (thành lập ngày 15/9/2021)
- Công an tỉnh Nghệ An (thành lập ngày 12/4/2021)
- Công an tỉnh Hà Tĩnh (thành lập ngày 20/7/2021)
- Công an tỉnh Quảng Bình (thành lập ngày 22/2/2021)
- Công an tỉnh Quảng Trị (thành lập ngày 3/11/2021)
- Công an tỉnh Thừa Thiên - Huế (thành lập ngày 7/10/2020)
- Công an tỉnh Quảng Ngãi (thành lập ngày 30/11/2021)
- Công an tỉnh Gia Lai (thành lập ngày 4/6/2021)
- Công an tỉnh Đắk Lắk (thành lập ngày 17/7/2021)
- Công an tỉnh Đắk Nông (thành lập ngày 7/1/2022)
- Công an tỉnh Lâm Đồng (thành lập ngày 7/5/2021)
- Công an tỉnh Bà Rịa - Vũng Tàu (thành lập ngày 28/5/2021)
- Công an tỉnh Bình Phước (thành lập ngày 17/7/2021)
- Công an Thành phố Hồ Chí Minh, (thành lập ngày 12/1/2021)
- Công an tỉnh An Giang (thành lập ngày 14/1/2022)[4]
- Công an tỉnh Bến Tre (thành lập ngày 19/8/2021)
- Công an thành phố Cần Thơ (thành lập ngày 15/4/2021)
- Công an tỉnh Đồng Tháp (thành lập ngày 1/6/2021)
- Công an tỉnh Kiên Giang (thành lập ngày 1/7/2021)
- Công an tỉnh Vĩnh Long (thành lập ngày 5/1/2022)[5]

## Cục trưởng qua các thời kỳ
- Trung tướng Nguyễn Minh Chính, từ 8.2018–6.2025, nguyên Cục trưởng A63
- Thiếu tướng Lê Xuân Minh, từ 6.2025-nay

## Phó Cục trưởng qua các thời kì
- Đại tá Lê Xuân Minh (lần 1), 8.2018–5.2020[6]
- Đại tá Đỗ Anh Tuấn, 8.2018–7.2020, hiện là Cục trưởng Cục Đào tạo[7]
- Đại tá Trần Phú Hà, 8.2018 –6.2020, hiện là Giám đốc Công an tỉnh Thanh Hoá[8]
- Thiếu tướng Lê Minh Mạnh, 8.2018–nay, nguyên Cục phó A68
- Thiếu tướng Nguyễn Văn Giang, 8.2018–nay, nguyên Hiệu phó T08
- Đại tá Trương Sơn Lâm, –10/10/2022, hiện là Giám đốc Công an tỉnh Bến Tre[9]
- Thiếu tướng Nguyễn Ngọc Cương, hiện là Cục trưởng Cục C12
- Thiếu tướng Lê Xuân Minh (lần 2) từ 2022-6.2025
- Thượng tá Nguyễn Bá Sơn
- Trung tá Nguyễn Vinh Hiển